# Frades
Frades è un comune spagnolo di 2 566 abitanti situato nella comunità autonoma della Galizia. Il suo territorio è attraversato dal fiume Tambre.
Il centro abitato principale del comune è Ponte Carreira.